# 巴黎卢米埃尔大学
巴黎卢米埃尔大学大学（法語：Université Paris Lumières）建于2012年，是法国巴黎的一个大学与院校共同体，成员包括两所综合性大学和法国国家科学研究中心。

## 成员

### 创始成员
- 巴黎第十大学
- 巴黎第八大学
- 法国国家科学研究中心[1]

### 其他成员
- 弗拉特里尼学院
- 法国国家档案馆
- 法国国家图书馆
- 法国社会博物馆
- 蓬皮杜中心
- 国际哲学公学院
- 国立高等路易·卢米埃尔学校
- 社会工作高等学校
- 法国国家视听中心
- 法国国家高等残疾青年教育教学研究院
- 世界文化之家
- 法国国家考古博物馆
- 国立移民历史城
- 卢浮宫
- 布朗利河岸博物馆
- 法兰西岛塞纳-圣德尼高等音乐教育中心[2]